# Rocío Jurado
María del Rocío Trinidad Mohedano Jurado, coneguda artísticament com Rocío Jurado (Chipiona, 18 de setembre de 1943-Madrid, 1 de juny de 2006) va ser una cantant andalusa de reconeguda fama, que es va especialitzar en gèneres musicals genuïnament andalusos com la cobla andalusa i el flamenc, així com en el pop espanyol i la balada romàntica, faceta amb la qual va aconseguir rellevància a Espanya, Llatinoamèrica i als EUA. L'any 2000 va obtenir el premi La Veu del Mil·lenni a la Millor Veu Femenina del Segle XX. Ha venut més de 17 milions de discos i rebut 150 Discos d'Or i 63 Discos de Platí.

## Biografia

### Infantesa i joventut
Va néixer al número 115 de la Calle Larga, a Chipiona, en el si d'una família humil. El seu pare, Fernando Mohedano Crespo, era sabater i cantaor de flamenc en les seves estones lliures; la seva mare, Rosario Jurado Bernal (Chipiona, 1926 - Alcobendas, Madrid, 1978.06.02), era mestressa de casa i cantant aficionada de la música espanyola. La futura estrella va tenir dos germans menors, Amador (1954) i Gloria (1955), i set nebots, Fernando, Rosario, Salvador i Amador (fills d'Amador) i María Eugenia, Gloria i Rocío (filles de Gloria). En la seva llar va aprendre a estimar la música; la seva primera presentació en públic la va fer als vuit anys, en una obra en el Col·legi de la Divina Pastora. També va aprendre a treballar de valent des de molt petita. Cantava misses, participava en festivals del seu col·legi i també, als quinze anys, quan va morir el seu pare, va haver de donar un cop de mà a la precària economia familiar. Va treballar de sabatera, recol·lectora de fruites i encara tenia temps per presentar-se als concursos de Radio Sevilla. A Rocío la van arribar a anomenar La nena dels premis, ja que guanyava tots els premis de les emissores de ràdio en els quals participava. El 1958, va guanyar el seu primer premi a Radio Sevilla, al teatre Álvarez Quintero, i que va consistir en 200 pessetes, una ampolla de gasosa i un parell de mitges, com ella mateixa va confessar a una revista del cor. De la mà de la seva mare, va viatjar a Madrid, sense haver complert la majoria d'edat, on una vella amiga del poble la va presentar a La Niña de los Peines i al mestre Manolo Caracol. No obstant això, la seva imparable carrera artística no va començar fins a la seva primera trobada amb la «cantaora» Pastora Imperio. Pastora Imperio immediatament va contractar a Rocío per al tablao que regentava, El Duende, un dels primers de l'època dels tablaos. Sent una menor, havia de vestir roba que la fes aparentar amb més edat per no cridar l'atenció de les autoritats. La seva companya, la cantaora i bailaora malaguenya Cañeta de Màlaga, que també havia arribat a Madrid tot i ser jove a fer fortuna amb el seu art i va ser contractada a El Duende, recorda en una entrevista com la jove Rocío va cantar «les seves alegries, els seus tocs i les seves coses de la Piquer». Rocío sempre havia dit que va néixer el 1944, ja que quan va arribar a Madrid per cantar el 1960 era menor d'edat. Fins als 16 anys no podia cantar en els tablaos, per aquest motiu és que va falsificar la seva data de naixement, agregant-li dos anys més i dient que va néixer el 1944 en comptes d'el 1946.

### Vida artística
Professionalment, Rocío Jurado va despuntar amb un repertori majorment de copla, gènere que començava a perdre vigència i que ella va revitalitzar amb actuacions enèrgiques, tant en veu com en presència escènica. S'ha repetit diverses vegades una anècdota amb Concha Piquer, quan Rocío, encara ben jove, va gosar interpretar davant d'ella un dels seus vells èxits; la Piquer la va rebre amb fredor, potser en veure perillar el seu lideratge.
Popular ja en els anys seixanta i primers dels setanta, en part per algunes aparicions com a actriu a la televisió i el cinema com en la sèrie Curro Jiménez, Rocío va donar el salt a la categoria d'estrella internacional en inclinar-se a un repertori melòdic, de balada romàntica, amb instrumentacions orquestrals i una imatge personal (maquillatge, perruqueria i vestuari) al gust europeu. Rocío va alternar la bata de cua amb sumptuosos vestits de nit, de vegades molt comentats per la seva audàcia. Dels anys setanta i vuitanta són els seus èxits més inconfusibles: "Como una ola", "Señora", "Como yo te amo", "Ese hombre", "Se nos rompió el amor", "A que no te vas", "Muera el amor", "Vibro"... Molts d'ells deguts a Manuel Alejandro i enregistrats per José Antonio Álvarez Alija. La perllongada celebritat de Rocío rau en les cançons romàntiques més que en la seva faceta folklòrica purament espanyola. Va ser famosa per aquestes balades també a Hispanoamèrica, on potser es va mantenir de moda per més temps que a Espanya, el que explica les seves posteriors temptejos amb ritmes mexicans i caribenys: "Me ha dicho la luna", "Te cambio mi bulería"... Va enregistrar duets amb figures cèlebres d'aquell continent: amb José Luis Rodríguez "El Puma" la cançó "Amigo amor" i amb Ana Gabriel l'ambigua cançó "Amor callado". El 1990 va participar en un xou d'homenatge a Lola Flores a Miami, amb la qual va enregistrar el duet "Dejándonos la piel". Amb tot, els èxits romàntics d'abast internacional no van allunyar a Rocío de la seva faceta més andalusa. La declaració més contundent de Rocío Jurado en aquest sentit arribaria anys després quan ja era una destacada intèrpret de la copla i de balades. El 1982 va aplicar els seus extraordinaris dots al cante flamenc en un doble LP amb la col·laboració de dues màximes figures de l'esmentat gènere: el guitarrista Manolo Sanlúcar i el cantaor Juan Penya "Lebrijano". Titulat "Ven y sígueme", va descobrir que la famosa cantant també es movia amb soltesa pels camins del jondo. Malgrat un dir líric ja perfectament desenvolupat, la polifacètica artista demostra els seus coneixements i el seu compàs en una sèrie de cants rigorosament tradicionals i interpretats amb gran afecte. El cineasta Carlos Saura va prendre nota i es va servir de la veu de Rocío en dos llargmetratges: El Amor Brujo amb Cristina Hoyos el 1986 i Sevillanas a 1992 on interpreta al costat de figures tan rellevants del món flamenc com Paco de Lucía, Camarón de la Isla, Tomatito, Lola Flores, Manuela Carrasco o Matilde Coral entre molts altres. Rocío Jurado va ser una de les protagonistes de l'espectacle Azabache, un musical de copla andalusa que al costat d'altres personalitats d'aquest gènere musical com Nati Mistral, Juanita Reina, Imperio Argentina i María Vidal va realitzar per a l'Exposició Universal de 1992 (Expo Sevilla). A l'edició de 1998 del Festival de Jerez dedicat al ball flamenc, el Teatre Villamarta va haver de penjar el cartell d'«entrades exhaurides» per a la gala de Rocío setmanes abans que per a qualsevol altre espectacle. Un homenatge unipersonal a la cantant va arribar amb l'adaptació per bulerías de Fernanda de Utrera de "Se nos rompió el amor", cançó de Manuel Alejandro popularitzada per Rocío. La veu de Rocío Jurado va ser reconeguda a nivell internacional. Prova d'això és el premi com la Millor Veu Femenina del Segle XX, que li va ser concedit l'any 2000 a la ciutat de Nova York per un grup de periodistes de l'espectacle. A més, el 1985 va arribar a cantar a la Casa Blanca per al -aleshores- President dels Estats Units, Ronald Reagan [1]. Va mantenir tal fama, que la seva mort va merèixer un article a la pàgina web del famós Billboard [2]. El 2 d'abril de 1988, Rocío Jurado va rebre el premi «América» a la Millor Veu Llatina. L'acte va tenir lloc al Caesars Palace Casino a Las Vegas.
Antena 3 va anunciar el 2011 el rodatge d'una TV Movie (minisèrie) de la vida de Rocío Jurado que no es va estrenar fins al 2015 a la televisió, amb el títol "Com alas al viento".

### Malaltia i fugaç reaparició
L'agost de 2004 va ser sotmesa a una complicada operació a l'Hospital Montepríncipe de Madrid i més tard, el 17 setembre 2004 anunciaria que patia càncer de páncreas en una roda de premsa. El juny de 2005, el XIV Festival de la Yerbabuena de Las Cabezas de San Juan (Sevilla) va ser dedicat a ella. Amb el seu amic de tota la vida, Juan Penya "El Lebrijano" al seu costat, Rocío Jurado va acceptar emocionada el guardó que va brindar al seu pare i a tots els aficionats. Després de més d'un any d'inactivitat professional, Rocío va reaparèixer al desembre de 2005 a l'especial de TVE Rocío... sempre, amb una inesperada ostentació que va demostrar el seu estat de forma. L'espectacle, enregistrat en dues sessions, incloïa una part de cant folklòric i una altra amb les seves famoses balades i altres èxits melòdics. Alguns temes els va cantar a duo amb la flor i nata de la música hispana: Raphael, Mónica Naranjo, Paulina Rubio, David Bisbal, Chayanne i Malú, entre d'altres. El gener de 2006, Rocío Jurado va ingressar a l'Hospital MD Anderson, a Houston (Texas), per sotmetre a una revisió i a una petita cirurgia. Una reacció al·lèrgica a un dels medicaments que li van subministrar, la va fer ingressar a la Unitat de Cures Intensives en un parell d'ocasions, retardant el seu retorn a Espanya fins a finals de març de 2006 El mateix dia del retorn de Rocío Jurado a Espanya, el Govern li concedeix la Medalla d'Or al Mèrit en el Treball la qual cosa se li notifica immediatament trepitja terra.

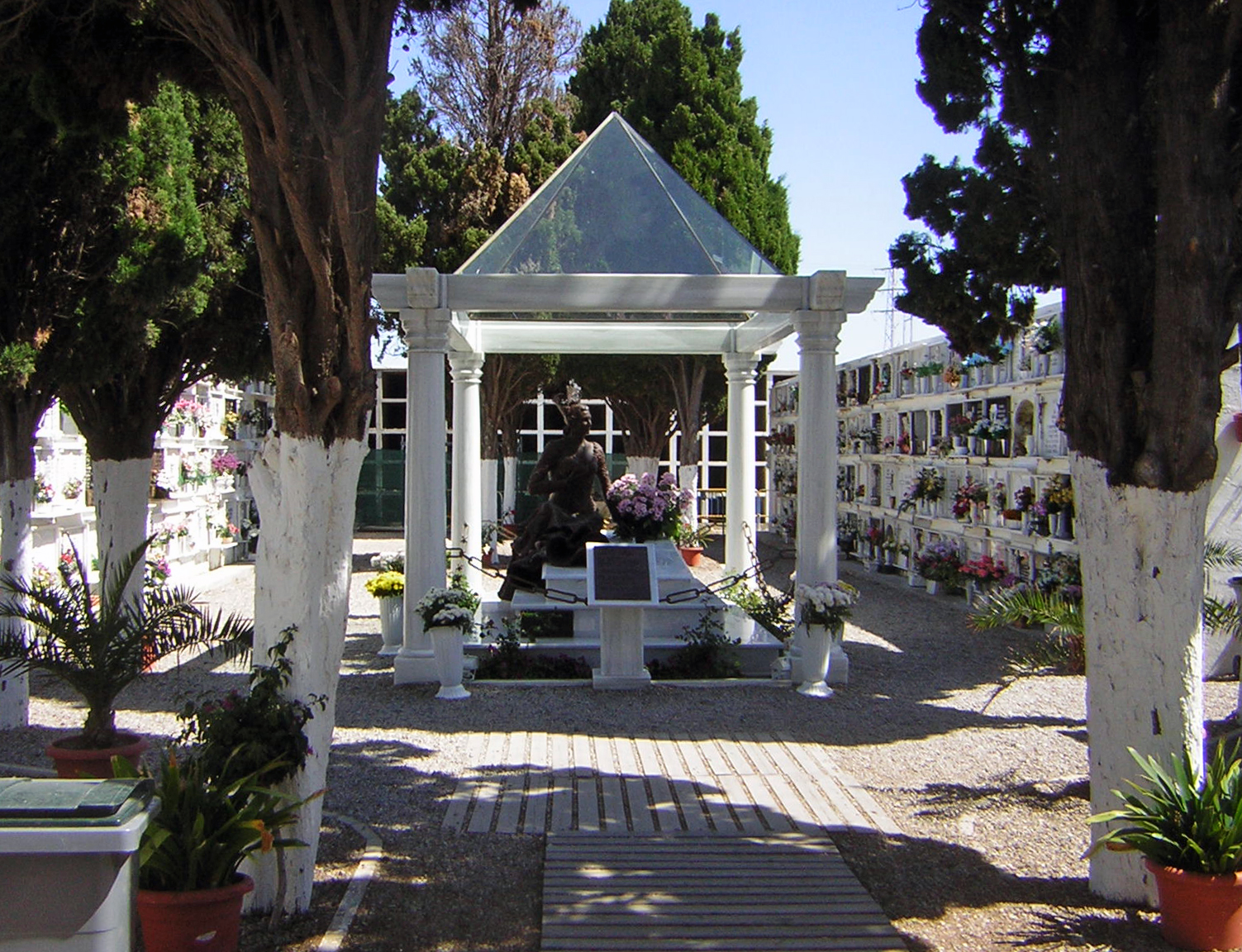
Mausoleu de Rocío Jurado a Chipiona

### Mort
L'1 juny del 2006 moria a un quart de sis de la matinada a la seva casa d'Alcobendas, La Moraleja a Madrid. Va morir de càncer de pàncrees, als 61 anys, així ho informava a les portes de la residència familiar a les 6 del matí el seu germà i mànager de tota una vida, Amador Mohedano Jurado. El cos va ser traslladat al Centre Cultural de la Vila a la plaça de Colón de Madrid, on es va instal·lar una capella ardent per la seva vetlla per al públic, on hi van acudir milers de persones. Finalment el seu cos va ser traslladat a Chipiona on més de 20 000 persones van anar arribant durant tota la matinada del 2 de juny per donar-li l'últim adéu. Allà les seves restes descansen en pau al cementiri de Sant Josep. L'alcalde de la seva terra natal, Chipiona, ha construït un mausoleu en el seu honor, al cementiri municipal on va ser enterrada.

### Vida privada
Rocío va ser la primera a substituir el típic vestit de volants i llunes de les tonadilleres per elegants vestits de nit i una aparença internacional, però mai va oblidar els seus orígens, i el 21 de maig de 1976, quan es va casar amb el boxejador Pedro Carrasco al Santuari de la Mare de Déu de Regla, va vestir un vestit de cua, "peineta" i volants. La parella només va tenir una filla, Rocío Carrasco Mohedano. En privat, alguna vegada va reconèixer que no va disposar del temps suficient per dedicar-se a exercir de mare; les seves llargues gires per Amèrica li mantenien més temps del que hauria desitjat allunyada de la seva filla. Després del seu divorci al juliol de 1989, i després d'obtenir la nul·litat matrimonial, Rocío Jurado es va casar amb el torero José Ortega Cano el 17 de febrer de 1995 a la finca de la seva propietat Dehesa Yerbabuena, davant de més de 2300 convidats. La cerimònia va ser retransmesa en directe (i diferit) per totes les cadenes de televisió. A finals de 1999, la parella va adoptar dos nens colombians, José Fernando i Gloria Camila.

## Discografia
| - Rocío... siempre (2006) - Yerbabuena & nopal (2003) - La más grande (2001) - Con mis cinco sentidos (1998) - Palabra de honor (1994) - La Lola se va a los puertos (1993) - Como las alas al viento (1993) - Sevilla (1991) - Nueva Navidad (1990) - Rocío de luna blanca (1990) - Punto de partida (1989) | - Canciones de España...a mi querido Rafael de León (1988) - ¿Dónde estás, amor? (1987) - Paloma brava (1985) - El amor brujo (1985) - Desde dentro (1983) - Y sin embargo te quiero (1983) - Ven y sígueme (1981) - Como una ola (1981) - Canciones de España (1981) - Señora (1979) - Por derecho (1979) - Canta a México (1979) | - De ahora en adelante (1978) - Rocío Jurado /Columbia (1976) - Rocío Jurado (1976) - Rocío (1975) - Rocío Jurado (1974) - Amor marinero (1974) - Soy de España (1973) - Rocío Jurado (1971) - Rocío Jurado (1968) - Proceso a una estrella (1967) |

## Filmografia

### Nacional
- La Lola se va a los puertos (1994)
- Sevillanas (1992)
- El amor brujo (B.S.O.) (1986)
- Horas doradas (televisión) (1980)
- La querida (1976)
- Las Tentadoras (televisión) (1975) Epis serie Este señor de negro
- Rocío y los detonadores (televisión) (1972)
- Una chica casi decente (1971)
- Lola, la Piconera (televisión) (1969)
- En Andalucía nació el amor (1966)
- Proceso a una estrella (1966)
- Los guerrilleros (película) (1963)

### Internacional
- La zapatera prodigiosa (Argentina)
- De España al cielo (Argentina)
- Lola Montes (Argentina)
- Aquellos tiempos (Argentina), candidata para el premio Martín Fierro

## Duets
- Raphael "Como yo te amo", "A qué no te vas", "Si amanece"
- Rocío Dúrcal "Amanecí en tus brazos"
- Lola Flores "Dejándonos la piel"
- David Bisbal "Vibro"
- Chayanne "Me ha dicho la luna"
- Paulina Rubio "Lo siento mi amor"
- Mónica Naranjo "En el punto de partida"
- Malú "Se nos rompió el amor"
- Ana Gabriel "Amor Callado"
- José Luis Rodríguez "El Puma" "Amigo amor"
- Manolo Escobar "Amor marinero"
- Camarón de la Isla "Alegrías de Cádiz"
- Juan Pardo "¿Por qué me habrás besado?"
- Joan Manuel Serrat "Himno de Andalucía"
- María Dolores Pradera "Me ha dicho la luna"
- Francisco "Un clavel"
- Ana Belén "Y sin embargo te quiero"
- Los del Río "Salve Rociera"
- Ruth Fernández "En mi viejo San Juán"
- Falete "Amor Callado"
- Rosario Mohedano "Ese hombre"
- Lolita "Dejándonos la piel"
- Los Panchos "Si tú me dices ven"
- José Luis Perales "¿De quién será la culpa?"

## Premis

### A Espanya
- Rocío posseeix 150 discos d'Or i 63 Discos de Platí.
- Premi Nacional al cante Flamenco de Jerez de la Frontera - (Premi que va aconseguir amb 15 anys).
- Trofeu Al Andalus.
- Protagonista de l'any al costat de Montserrat Caballé, en el Programa de Luis Del Olmo (1982).
- Ràdio Nacional d'Espanya la va nomenar La Andaluza más popular del año, així com La mejor intérprete. Aquest darrer reconeixement va ser causa de l'èxit de la seva cançó Tengo miedo, que durant diversos mesos va ocupar els primers llocs de les llistes d'èxits de la cançó espanyola.
- Lady España 1967[6]
- Filla Predilecta de la Villa de Chipiona el 1968.
- Parra de Oro de l'històric Festival del Moscatel (1968).
- El 1984, li va ser concedida la medalla d'Or al Mèrit Turístic.
- Andalusa Universal (1984).
- Medalla d'Or de la Junta d'Andalusia (1986).
- El 1986, rep una Placa Empresa De Castilla, per batre rècord de taquilla tant d'assistència de públic, com en recaptació, al Teatre Monumental de Madrid, amb la seva sèrie de recitals Rocío Jurado Brava.
- Premi ABC de Oro (1987).
- El 1991 rep el premio limón i anys més tard el 1994 rep el naranja, per la seva bona relació amb la premsa, essent fins a la data, l'única persona que té els dos.
- El 1992 al teatre de Maestranza de Sevilla, rep el Premio Humanidad, concedit per ASPACE (Confederación Española de Federaciones y Asociaciones de Atención a les Personas con Parálisis Cerebral y Afines).
- El 1995, rep la Medalla d'Or de las Bellas Artes de mans del Rei Joan Carles I, Rei d'Espanya.
- Embajadora de Cádiz (1996).
- El 1999, rep el premi Pimiento de Oro Ciutat de Múrcia.
- El 1999, és nomenada Filla Predilecta de la Província de Cadis.
- Filla predilecta de Chiclana (2001).
- Des de juliol de 2002, membre honorífica del Foro Iberoamericano de las Artes.
- Premi Shangay per la seva trajectòria professional (2004).
- Estrella de oro de la prensa (2004).
- Premi yerbabuena de plata (2005).
- Filla Adoptiva de la Ciutat de Cadis (2006).
- Medalla d'Or al Mèrit del Treball (2006).
- Filla Adoptiva de la província de Sevilla (2007).
- Premi Estrella Music Award a la trajectòria de Rocío Jurado - Tenerife - (2010).
- Premios Radiolé a Rocío Jurado (2018).[7]

### A Amèrica
- Rocío Jurado és nomenada la Millor Veu Femenina del Segle XX - "Premi La Veu del Mil·lenni" concedit l'any 2000 a la ciutat de Nova York.
- Rocío Jurado ha estat una de les artistes estrangeres més premiades per l'ACE, Associació de Cronistes a l'Estranger, ha estat Premiada com:
  - Millor show internacional (1988).
  - Millor intèrpret internacional (1982).
  - Millor intèrpret femenina (1984).
- Millor àlbum de l'any. Premiada en dues ocasions, pels àlbums: Señora i Paloma Brava.
- Cançó de l'any, en diferents ocasions pels temes: Señora, Como una ola, ¿Por qué me habrás besado?, Se nos rompió el amor.
- Premi Extraordinari per Distinció i Mèrit en l'any 1989.
- Reconeixement carrera artística (1989).
- L'any 1986, és nomenada reina del carnaval de Miami.
- El 1985 va arribar a cantar a la Casa Blanca per al, en aquell temps, President dels Estats Units, Ronald Reagan i posteriorment faria el mateix amb George W. Bush.
- El 1987 rep el Quijote de Oro a l'artista que més vincles estreta entre el Vell i el Nou Continent.
- El 1988, per primera vegada una artista de parla hispana és premiada amb el trofeu "AMÉRICA" Aquest premi havia estat vetat per als hispans, aquest premi es lliurava a Las Vegas (Nevada) a l'hotel Cesar Palace. Rocío va trencar esquemes i va obrir les portes a tots els artistes de parla hispana amb aquest premi que li va ser lliurat gràcies a uns recitals apoteòsics que Rocío va oferir en aquesta sala, tant així que va ser contractada per unes quantes setmanes més amb ple absolut.
- Artista internacional de l'any a Puerto Rico (3 vegades).
- Artista internacional de la República Dominicana (2 vegades).
- L'any 1990 se li atorga un Estel al carrer 8 de Miami.
- Filla predilecta de Miami (1991).
- Es declara el dia de Rocío Jurado a la ciutat que es recau sobre el dia 19 d'octubre.
- El 1992 rep el Premi Aplauso 92 a Miami.
- Guaicapuro de Oro de Veneçuela (1985).
- Premi Super Q a l'artista de la Dècada (1990).
- Cantant Hispana de la dècada a Miami (1991).
- Premi La gran manzana de Nova York (2001).
- Trajectòria professional a Nova York (2003).
- El 2003, rep a Miami en el lliurament de premis OPI 2003, un guardó en reconeixement de la seva tasca artística.